# 危秀英
危秀英（1910年—2005年），女，江西瑞金人，中华人民共和国政治人物，曾任中共江西省委妇委书记、江西省妇联主任。

## 生平
1954年，当选第一届全国人民代表大会代表。